# Dobble
Dobble é um jogo de cartas em que os jogadores devem encontrar símbolos em comum entre duas cartas. Lançado comercialmente em 2009, nos primeiros 10 anos o Dobble teve mais de 100 edições e vendeu mais de 12 milhões de cópias no mundo inteiro. Nos Estados Unidos é comercializado com o nome Spot it!. 

## Formas de jogar
O jogo usa um conjunto de até 57 cartas, cada uma impressa com 8 símbolos diferentes. Cada par de cartas tem um e apenas um símbolo em comum. O objetivo do jogo é identificar o mais rápido possível o símbolo em comum entre cada par de cartas. 
Na forma mais simples do jogo ("duelo"), abrem-se duas cartas aleatórias sobre a mesa, e o jogador que primeiro identificar e nomear em voz alta o símbolo em comum entre as duas ganha um ponto.
A versão do Dobble comercializada no Brasil pela Galápagos Jogos  propõe 5 diferentes minijogos, que podem ser disputados por 2 a 8 jogadores, sempre com o mesmo conjunto de cartas:
(1) "A torre do caos": cada jogador recebe uma carta fechada (com os símbolos ocultos) e as demais são colocadas em uma pilha no centro da mesa, com os símbolos visíveis; a um sinal, os jogadores abrem suas cartas ao mesmo tempo; quem primeiro nomear em voz alta o símbolo em comum entre a sua carta e a carta de cima da pilha "compra" esta última, colocando-a sobre a sua pilha pessoal; e assim por diante. Quando se esgotar a pilha central da mesa, ganha o jogador que tiver a maior pilha pessoal.
(2) "Presente de grego": começo igual ao anterior, uma pilha no centro da mesa com uma carta aberta, e uma carta fechada para cada jogador; todos abrem suas cartas ao mesmo tempo, mas agora tentam identificar (e nomear) o símbolo em comum entre a carta do centro e a de um dos adversários; quem o fizer primeiro coloca a carta do centro sobre a pilha do adversário. Nessa modalidade, ganha quem no no final tiver menos cartas em sua pilha.
(3) "O poço": apenas uma carta é aberta no centro da mesa, as demais são distribuídas em pilhas fechadas entre os jogadores; todos viram suas cartas de cima simultaneamente, e o primeiro que nomear o símbolo em comum coloca sua carta sobre a do centro, e assim por diante. Ganha o jogador que primeiro conseguir esvaziar a sua pilha pessoal.
(4) "Batata quente": cada jogador segura sobre a mão direita uma carta aberta; quando identificar o símbolo em comum com algum dos adversários, nomeia-o e coloca a sua carta sobre a do parceiro; e assim por diante; perde a rodada quem ficar com todas as cartas na mão.
(5) "Melhor de três": abrem-se 9 cartas na mesa; os jogadores buscam encontrar algum símbolo que apareça três vezes nas cartas abertas; quem primeiro nomear em voz alta o síbolo repetido, pega essas três cartas para si; substituem-se as cartas retiradas e assim por diante. Quando não houver mais cartas a repor, ganha quem tiver mais cartas em sua pilha.

## Desenvolvimento
Em 1976, o francês Jacques Cottereau, inspirado num clássico desafio matemático (o "problema das donzelas"), imaginou e desenhou um jogo com 31 cartas, cada uma delas com 6 imagens de insetos e apenas uma imagem em comum em cada par de cartas. Trinta anos mais tarde, o jornalista e desenhista de jogos Denis Blanchot encontrou o projeto do "jogo dos insetos" e trabalhou na ideia para criar o Dobble.  O número de símbolos em cada carta foi aumentado para 8 (o que exige um total de 57 símbolos diferentes), as cartas foram redesenhadas em formato circular para dificultar a memorização da posição relativa de cada símbolo, e o próprio conjunto de símbolos foi repensado como uma coleção mais abrangente de formas simples e coloridas: uma aranha, uma folha, um coração, uma lâmpada, uma clave de sol, etc.
O jogo foi lançado em 2009 na França e em 2011 nos Estados Unidos e Inglaterra, pela Blue Orange Games. Em 2015, a empresa de jogos francesa Asmodee adquiriu os direitos das marcas Dobble e Spot it!. 

## Basesmatemáticasdo jogo
A forma especial através da qual são arranjados os símbolos nas cartas de Dobble pode ser entendida com o uso da geometria.  Se cada carta for representada por uma linha, e cada símbolo por um ponto onde duas linhas se cruzam, então as propriedades do Dobble são as seguintes:
- quaisquer duas linhas se cruzam exatamente em um ponto; e
- quaisquer dois pontos são unidos por exatamente uma linha.
Esta estrutura geométrica é um exemplo de plano projetivo finito.

O Plano de Fano, plano projetivo e ordem 3

Se houver 3 pontos em cada linha, isso cria uma estrutura conhecida como plano de Fano. Este caso representa uma versão mais simples do Dobble com 3 símbolos em cada carta, e um total de 7 cartas e 7 símbolos.
Em geral, um plano projetivo finito de ordem n tem n+1 pontos em cada linha, e n2+n+1 pontos e linhas. Isto implica que um plano projetivo finito de ordem n-1 tem n pontos em cada linha, e n2-n+1 pontos e linhas.

Gráfico do plano projetivo de ordem 7: cada ponto é representado por um retângulo e cada reta por uma combinação de letra e número.

O jogo real de Dobble, com 8 símbolos em cada carta, corresponde ao plano projetivo finito de ordem 7, onde cada linha une 8 pontos. Isto resulta numa estrutura com 57 linhas e 57 pontos (72+7+1 = 82-8+1 = 57), correspondendo a 57 cartas e 57 símbolos. 
No entanto, o jogo também funciona bem com menos cartas, e Dobble é normalmente comercializado com 55 cartas no baralho (mas necessariamente com 57 símbolos diferentes). A diferença é que, no conjunto completo de 57 cartas, cada símbolo apareceria exatamente em 8 cartas; na versão de 55 cartas, dois dos símbolos só aparecem em 7.

## Variações
Uma versão júnior do Dobble é comercializada com 6 símbolos por carta, 30 cartas e 31 símbolos diferentes (62-6+1 = 31). Versões mais recentes, derivadas do sucesso comercial do jogo "clássico", utilizam conjuntos específicos de símbolos, como pokémons, personagens de Harry Potter, símbolos de futebol, etc.